# Oecobius albipunctatus
Oecobius albipunctatus is een spinnensoort in de taxonomische indeling van de spiraalspinnen (Oecobiidae).
Het dier behoort tot het geslacht Oecobius. De wetenschappelijke naam van de soort werd voor het eerst geldig gepubliceerd in 1872 door Octavius Pickard-Cambridge.